# 安德尔河畔阿尔塔讷
安德尔河畔阿尔塔讷（法語：Artannes-sur-Indre，法語發音：[aʁtan syʁ ɛ̃dʁ] ⓘ）是法国安德尔-卢瓦尔省的一个市镇，位于该省中部偏南，属于图尔区。

## 地理
安德尔河畔阿尔塔讷（47°16'24"N, 0°35'57"E）面积20.97 平方千米，位于法国中央-卢瓦尔河谷大区安德尔-卢瓦尔省，该省份为法国中西部省份，北起萨尔特省、东北接卢瓦-谢尔省，东南接安德尔省，南至维埃纳省，西临曼恩-卢瓦尔省。
与安德尔河畔阿尔塔讷接壤的市镇（或旧市镇、城区）包括：巴朗-米雷、德吕、茹埃莱图尔、蒙镇、蓬德吕昂、蒂卢兹。

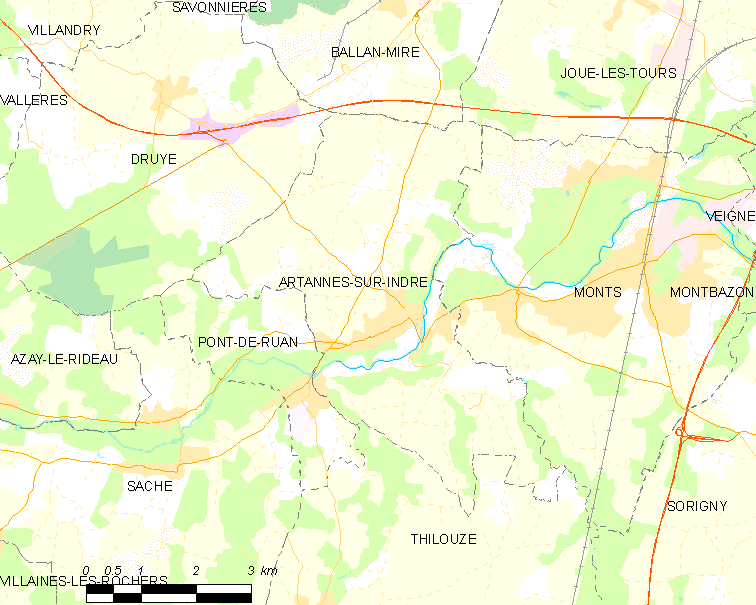
安德尔河畔阿尔塔讷的OSM定位图

安德尔河畔阿尔塔讷的时区为UTC+01:00、UTC+02:00（夏令时）。

## 行政
安德尔河畔阿尔塔讷的邮政编码为37260，INSEE市镇编码为37006。

## 政治
安德尔河畔阿尔塔讷所属的省级选区为蒙镇县。

## 人口

1962-2008年间安德尔河畔阿尔塔讷人口变化图示

安德尔河畔阿尔塔讷于2022年1月1日时的人口数量为2782人。